# Jadwiga Lubomirska
Jadwiga Julia Wanda Lubomirska, zam. de Ligne (ur. 29 czerwca 1815 w Przeworsku, zm. 14 lutego 1895 w Brukseli) – polska księżniczka z rodu Lubomirskich, księżna de Ligne jako żona Eugène'a.

## Życiorys

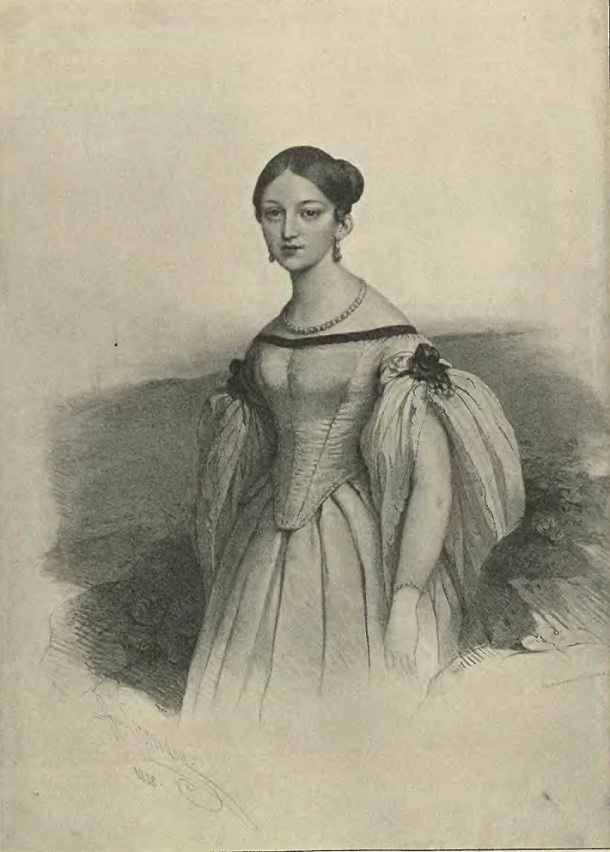
Jadwiga de Ligne, litografia Henriego Grevedona

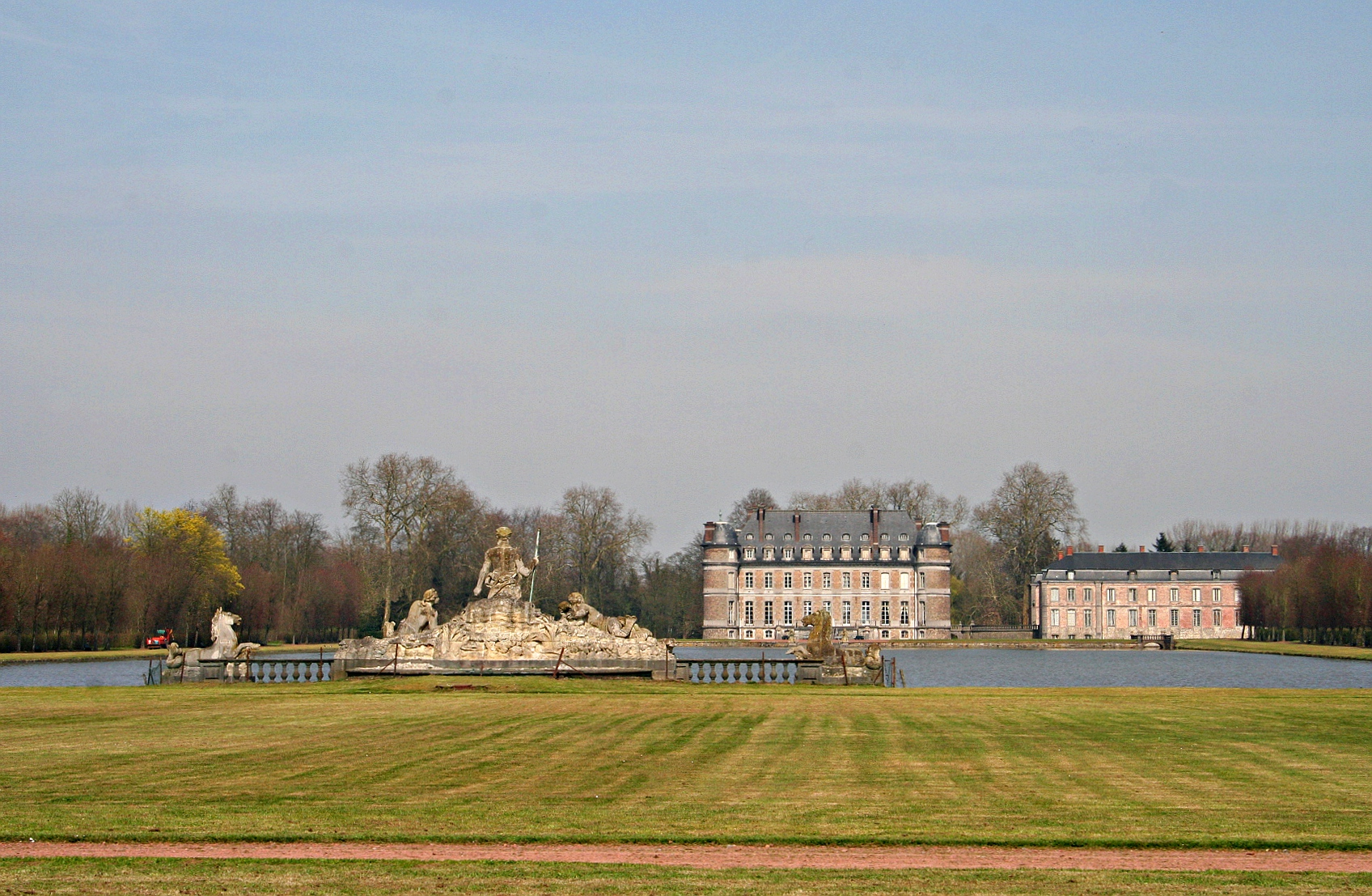
Rodowa rezydencja książąt de Ligne, Beloeil

Jadwiga Julia Wanda Lubomirska urodziła się 29 czerwca 1815 r. w Przeworsku w rodzinie szlacheckiej. Była jednym z czworga dzieci Henryka Lubomirskiego i Teresy Czartoryskiej. 28 października 1836 r. wyszła za mąż w Wiedniu za Eugeniusza de Ligne, dwukrotnie owdowiałego, syna księcia Ludwika Eugeniusza de Ligne i Luisy van der Noot, hrabiny Duras. Jej mąż był kandydatem do tronu belgijskiego, posłem Belgii w Londynie, Paryżu i dworach włoskich. Mieszkali w rodowej rezydencji na zamku Beloeil koło Tournai, gdzie doczekali się licznego potomstwa:
- książę Karol Józef de Ligne (1837-1914)
- książę Edouard Henri de Ligne (1839-1911)
- księżniczka Isabelle Hedwige de Ligne (1840-1858)
- księżniczka Marie Georgine Sophie de Ligne (1843-1898)